# Jean Firmin Darnaud
Pour les articles homonymes, voir Darnaud.
Jean Firmin Darnaud est un homme politique français né le 12 mars 1796 à Roquefixade (Ariège) et mort le 15 mars 1886 à Toulouse (Haute-Garonne).

## Biographie
Jean Firmin Darnaud naît le 22 ventôse an IV à Roquefixade. Il est le fils d’Étienne Darnaud, notaire et magistrat, et de son épouse, Élisabeth Castel. 
Après des études de droit à Toulouse, il s'inscrit en 1825 au barreau de Foix, devient avocat puis entre dans la magistrature après 1830. Procureur du roi au tribunal de Foix puis conseiller à la cour d'appel de Toulouse en 1835, il est nommé président de chambre à la cour d'appel de Toulouse en octobre 1855.
Parallèlement, Jean-Firmin Darnaud poursuit une carrière politique. Conservateur libéral, il est conseiller général du canton de Lavelanet de 1833 à octobre 1871, date à laquelle il est battu par le républicain Henri Portet. À plusieurs reprises, il est élu président du Conseil général de l'Ariège. En 1842, il est élu député de la circonscription de Pamiers et le reste jusqu'au 4 mai 1849. À la Chambre des députés, il siège avec l'opposition constitutionnelle, dénonce l'occupation de l'Andorre dont la représentation andorrane était surtout constituée de représentants ariégeois. Du 29 février 1848 au 11 mars 1848, il est nommé préfet de l'Ariège et représentant du peuple à l’Assemblée nationale constituante en 1848.
En 1860, Jean-Firmin Darnaud est élu maire de Roquefixade. Après sa défaite aux élections cantonales d'octobre 1871, il se retire à son domicile où il décède en 1886.

## Sources
- Ressources relatives à la vie publique :   - base Léonore
  - Dossiers individuels de préfets
  - Base Sycomore
- Notices d'autorité :   - BnF (données)
- « Jean Firmin Darnaud », dans Adolphe Robert et Gaston Cougny, Dictionnaire des parlementaires français, Edgar Bourloton, 1889-1891 [détail de l’édition]